# When Will I See You Again (canción)
«When Will I See You Again» (en castellano: «¿Cuándo te veré otra vez?») es el primer sencillo del cuarto álbum de estudio de Thomas Anders, de título homónimo. Es interpretado por Thomas a dúo con el grupo femenino estadounidense The Three Degrees, dado que ellas grabaron este tema en 1974 (aquí ellas hacen los coros).

## Sencillos
7" sencillo Polydor 859 104-7, 23.07.1993
1. «When Will I See You Again» - 3:30
2. Thomas Anders - «Is It My Love» - 3:40

CD-Maxisencillo Polydor 859 105-2, 23.07.1993
1. «When Will I See You Again» - 3:30
2. Thomas Anders - «Is It My Love» - 3:40
3. «When Will I See You Again» (Extended Version) - 5:15

The Remixes - CD-Maxisencillo Polydor 859 197-2, 1993
1. «When Will I See You Again» (Precious String-House Mix) - 4:45
2. «When Will I See You Again» (Precious Club Mix) - 5:10
3. «When Will I See You Again» (Precious Outerspace Mix) - 5:32
4. «When Will I See You Again» (Precious Pop Mix) - 5:28

## Posición en las listas
El sencillo permaneció 11 semanas en la lista de éxitos alemana, desde el 19 de julio de 1993 al 3 de octubre de 1993. Llegó a alcanzar el n.º 37.
| Listas (1993) | Máxima posición |
| ------------- | --------------- |
| Alemania      | 37              |

## Créditos
- Productor: Christian de Walden y Ralf Stemmann.
- Coproductor: Walter Clissen.
- Arreglos: Christian de Walden y Ralf Stemmann.
- Grabación: Walter Clissen.
- Mezcla: Walter Clissen.
- Letra: Gamble y Huff.
- Música: Gamble y Huff.
- Coros: Eric Paletti, Warren Ham, Michael Mishaw, Kenny O'Brien, Brandy Jones y Bambi Jones.

## Versiones
Erasure realizó una versión de este tema para su álbum de 2003, Other People's Songs.